# Campeonato Europeu Júnior de Natação de 1995
O Campeonato Europeu Júnior de Natação de 1995 foi a 22ª edição do evento organizado pela Liga Europeia de Natação (LEN). A competição foi realizada entre os dias 19 e 22 de julho de 1995 em Genebra na Suíça. Foi realizado um total de 42 provas tendo como destaque a Alemanha com 28 medalhas no total.

## Participantes
- Natação: Feminino de 14 a 15 anos (1981 e 1980) e masculino de 16 a 17 anos (1979 e 1978).
- Saltos Ornamentais: Grupo A é composto por saltadores de 16, 17 e 18 anos (1979, 1978 e 1977), tanto masculino quanto feminino. Grupo B é composto por saltadores de 14 a 15 anos (1981 e 1980), tanto masculino quanto feminino.

## Medalhistas

### Natação
Os resultados foram os seguintes. 
Masculino
| Evento          | Ouro                           | Ouro     | Prata                        | Prata    | Bronze                       | Bronze   |
| 100 m Livre     | Itália · Massimiliano Rosolino | 52.24    | Suécia · Valter Magnusson    | 52.58    | Alemanha · Stefan Herbst     | 52.70    |
| 200 m Livre     | Itália · Massimiliano Rosolino | 1:50.54  | Alemanha · Stefan Pohl       | 1:51.41  | Hungria · Miklos Kollar      | 1:53.32  |
| 400 m Livre     | Itália · Massimiliano Rosolino | 3:52.96  | Alemanha · Stefan Pohl       | 3:54.71  | Ucrânia · Igor Snitko        | 3:54.88  |
| 1500 m Livre    | Ucrânia · Igor Snitko          | 15:24.32 | Ucrânia · Denis Zavgorodny   | 15:32.10 | Itália · Emiliano Brembilla  | 15:35.89 |
| 100 m Costas    | Alemanha · Stev Theloke        | 56.94    | Bielorrússia · Pavel Poznyak | 58.31    | Alemanha · Robert Kroll      | 58.61    |
| 200 m Costas    | Alemanha · Stev Theloke        | 2:03.47  | Bielorrússia · Pavel Poznyak | 2:05.37  | França · Sébastian Joncourt  | 2:05.55  |
| 100 m Peito     | Alemanha · Lars Neubauer       | 1:04.48  | Rússia · Maksim Suvorov      | 1:04.56  | Rússia · Dmitri Petrushin    | 1:04.85  |
| 200 m Peito     | Rússia · Dmitry Petrushin      | 2:17.54  | Itália · Massimo Parati      | 2:20.09  | Bielorrússia · Denis Peregud | 2:20.64  |
| 100 m Borboleta | Reino Unido · Daniel Coombs    | 55.90    | Alemanha · Harry Sedlmayr    | 56.37    | Hungria · Miklos Kollar      | 56.45    |
| 200 m Borboleta | Hungria · Miklos Kollar        | 2:02.90  | Macedónia Aleksandar Malenko | 2:03.31  | Reino Unido · Daniel Coombs  | 2:03.59  |
| 200 m Medley    | Alemanha · Stev Theloke        | 2:05.09  | Polónia · Piotr Florczyk     | 2:06.79  | Hungria · István Batházi     | 2:07.20  |
| 400 m Medley    | Dinamarca · Jacob Carstensen   | 4:25.23  | Hungria · István Batházi     | 4:27.25  | Israel · Michael Halika      | 4:28.41  |
| 4x100 m Livre   | Alemanha                       | 3:27.67  | Reino Unido                  | 3:30.28  | Suécia                       | 3:30.55  |
| 4x200 m Livre   | Alemanha                       | 7:30.10  | Itália                       | 7:31.01  | Polónia                      | 7:39.67  |
| 4x100 m Medley  | Alemanha                       | 3:48.86  | Reino Unido                  | 3:51.55  | Bielorrússia                 | 3:54.35  |

Feminino
| Evento          | Ouro                          | Ouro    | Prata                         | Prata   | Bronze                         | Bronze  |
| 100 m Livre     | Rússia · Elena Nazemnova      | 57.34   | Ucrânia · Olena Lapunova      | 57.71   | Dinamarca · Ditte Jensen       | 57.92   |
| 200 m Livre     | Ucrânia · Olena Lapunova      | 2:03.10 | Rússia · Elena Nazemnova      | 2:03.38 | Alemanha · Janina Götz         | 2:03.90 |
| 400 m Livre     | Alemanha · Janina Götz        | 4:20.29 | Itália · Anna Simoni          | 4:20.36 | Reino Unido · Jackie Fawkes    | 4:22.81 |
| 800 m Livre     | Itália · Anna Simoni          | 8:53.33 | Reino Unido · Jackie Fawkes   | 8:56.83 | Alemanha · Janina Götz         | 8:58.85 |
| 100 m Costas    | Rússia · Elena Grechushnikova | 1:04.45 | Finlândia · Anu Koivisto      | 1:04.81 | Polónia · Joanna Gronek        | 1:05.21 |
| 200 m Costas    | Itália · Ilaria Colaiacomo    | 2:15.28 | Rússia · Elena Grechushnikova | 2:16.44 | Espanha · Angels Bardina       | 2:17.88 |
| 100 m Peito     | Hungria · Ágnes Kovács        | 1:10.98 | Rússia · Olga Landik          | 1:11.76 | Suécia · Emma Igelström        | 1:11.87 |
| 200 m Peito     | Itália · Natascia Manzotti    | 2:32.58 | Suécia · Emma Igelström       | 2:32.95 | Rússia · Olga Landik           | 2:33.77 |
| 100 m Borboleta | Rússia · Elena Nazemnova      | 1:02.06 | Portugal · Ana Francisco      | 1:03.25 | Alemanha · Franziska Willwoldt | 1:03.73 |
| 200 m Borboleta | Portugal · Ana Francisco      | 2:15.56 | Itália · Erica Barazza        | 2:17.15 | Croácia · Tinka Dancevic       | 2:18.39 |
| 200 m Medley    | Itália · Francesca Bissoli    | 2:19.27 | Bélgica · Stéphanie Tafniez   | 2:20.77 | Itália · Laura Porchianello    | 2:20.94 |
| 400 m Medley    | Itália · Francesca Bissoli    | 4:54.20 | Roménia · Simona Păduraru     | 4:56.01 | Itália · Laura Porchianello    | 4:58.63 |
| 4x100 m Livre   | Alemanha                      | 3:53.62 | Rússia                        | 3:55.17 | Reino Unido                    | 3:55.97 |
| 4x200 m Livre   | Alemanha                      | 8:26.31 | Itália                        | 8:28.08 | Países Baixos                  | 8:34.61 |
| 4x100 m Medley  | Rússia                        | 4:16.55 | Suécia                        | 4:20.40 | Itália                         | 4:21.08 |

### Saltos ornamentais

#### Grupo A
Masculino
| Evento                     | Ouro                         | Ouro   | Prata                        | Prata  | Bronze                       | Bronze |
| Trampolim 1 m individual   | Ucrânia · Aleksandr Skripnik | 485.45 | Alemanha · Christian Loffler | 483.00 | Rússia · Ryabetchenko        | 482.25 |
| Trampolim 3 m individual   | Rússia · Dmitri Baibakov     | 570.20 | Suécia · Jimmy Sjodin        | 517.20 | Ucrânia · Aleksandr Skripnik | 508.10 |
| Plataforma 10 m individual | Roménia · Gabriel Chereches  | 585.05 | Ucrânia · Oleh Yanchenko     | 547.65 | Suécia · Jimmy Sjodin        | 536.50 |

Feminino
| Evento                     | Ouro                         | Ouro   | Prata                         | Prata  | Bronze                        | Bronze |
| Trampolim 1 m individual   | Alemanha · Ditte Kotzian     | 422.10 | Alemanha · Christiane Kilb    | 413.30 | Ucrânia · Efimenko            | 382.00 |
| Trampolim 3 m individual   | Alemanha · Ditte Kotzian     | 463.95 | Ucrânia · Efimenko            | 462.00 | Rússia · Yevgenya Olshevskaya | 424.90 |
| Plataforma 10 m individual | Roménia · Clara Elena Ciocan | 374.75 | Rússia · Yevgenya Olshevskaya | 370.40 | Roménia · Anisoara Opriea     | 369.30 |

#### Grupo B
Masculino
| Evento                     | Ouro                           | Ouro   | Prata                       | Prata  | Bronze                   | Bronze |
| Trampolim 1 m individual   | Ucrânia · Dmytro Lysenko       | 328.05 | Alemanha · Stefan Thomaneck | 319.55 | Rússia · Beglov          | 316.30 |
| Trampolim 3 m individual   | Rússia · Mesherski             | 355.00 | Rússia · Beglov             | 341.55 | Ucrânia · Dmytro Lysenko | 336.60 |
| Plataforma 10 m individual | Reino Unido · Peter Waterfield | 287.45 | Rússia · Mesherski          | 273.00 | Ucrânia · Volkov         | 268.65 |

Feminino
| Evento                     | Ouro                        | Ouro   | Prata                      | Prata  | Bronze                     | Bronze |
| Trampolim 1 m individual   | Suécia · Anna Lindberg      | 319.00 | Alemanha · Claudia Eißrich | 315.35 | Ucrânia · Svitlana Serbina | 306.10 |
| Trampolim 3 m individual   | Alemanha · Silvia Golle     | 345.45 | Alemanha · Claudia Eißrich | 338.15 | Suécia · Anna Lindberg     | 331.05 |
| Plataforma 10 m individual | Rússia · Olga Khristoforova | 273.35 | Alemanha · Claudia Eißrich | 269.95 | Alemanha · Silvia Golle    | 258.40 |

## Quadro de medalhas
| Ordem | País          | Medalha de ouro | Medalha de prata | Medalha de bronze | Total |
| ----- | ------------- | --------------- | ---------------- | ----------------- | ----- |
| 1     | Alemanha      | 13              | 9                | 6                 | 28    |
| 2     | Rússia        | 8               | 8                | 5                 | 21    |
| 3     | Itália        | 8               | 5                | 4                 | 17    |
| 4     | Ucrânia       | 4               | 4                | 6                 | 14    |
| 5     | Reino Unido   | 2               | 3                | 3                 | 8     |
| 6     | Hungria       | 2               | 1                | 3                 | 6     |
| 7     | Roménia       | 2               | 1                | 1                 | 4     |
| 8     | Suécia        | 1               | 4                | 4                 | 9     |
| 9     | Portugal      | 1               | 1                | 0                 | 2     |
| 10    | Dinamarca     | 1               | 0                | 1                 | 2     |
| 11    | Bielorrússia  | 0               | 2                | 2                 | 4     |
| 12    | Polónia       | 0               | 1                | 2                 | 3     |
| 13    | Bélgica       | 0               | 1                | 0                 | 1     |
| 13    | Finlândia     | 0               | 1                | 0                 | 1     |
| 13    | Macedónia     | 0               | 1                | 0                 | 1     |
| 16    | Croácia       | 0               | 0                | 1                 | 1     |
| 16    | Países Baixos | 0               | 0                | 1                 | 1     |
| 16    | Espanha       | 0               | 0                | 1                 | 1     |
| 16    | Israel        | 0               | 0                | 1                 | 1     |
| 16    | França        | 0               | 0                | 1                 | 1     |
| Total | Total         | 42              | 42               | 412               | 126   |